# Deserto Pintado (Austrália)

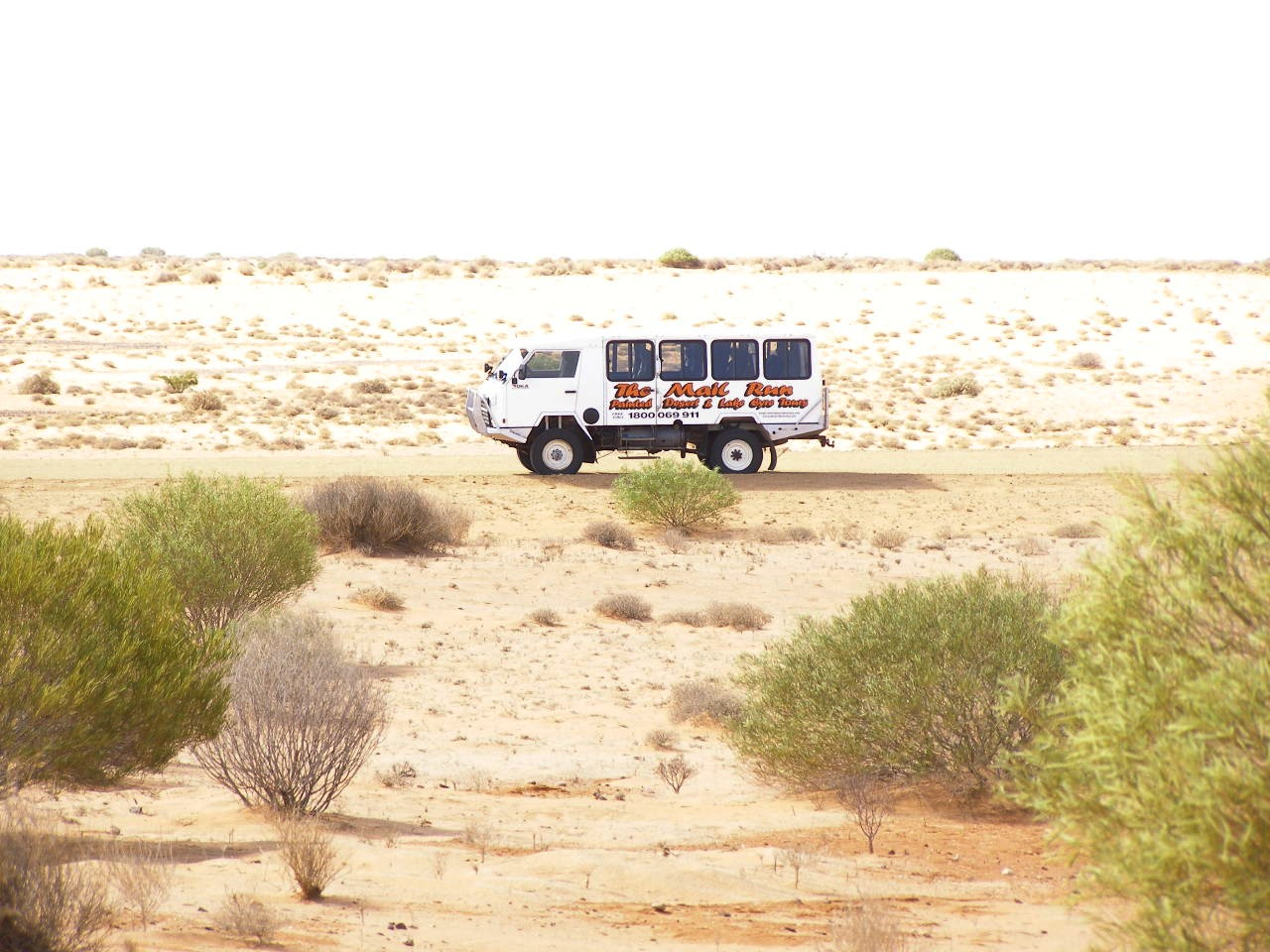
Deserto Pintado em direção à Oodnadatta

O Deserto Pintado é um deserto localizado na estado de Austrália Meridional, na Austrália. Criado há mais de 80 milhões de anos, diferentemente do Deserto Pintado, no Arizona, é constituído por terrenos multi-coloridos. Os efeitos da erosão sobre o resíduo de um antigo mar interior e da lixiviação de minerais no solo, juntaram-se e emprestaram a miríade de cores que se vê hoje.
Localizado no nordeste, perto de Coober Pedy, o Deserto Pintado fica a poucas distâncias de Arkaringa, e o deserto é notável por suas mesas, montanhas e formações geológicas. Não muito longe do deserto, em direção a Oodnadatta, vê-se grandes áreas cobertas com mica. 
A região inteira é composta por rochas sedimentares.